# Planches
Planches – miejscowość i gmina we Francji, w regionie Normandia, w departamencie Orne.
Według danych na rok 1990 gminę zamieszkiwały 192 osoby, a gęstość zaludnienia wynosiła 15 osób/km² (wśród 1815 gmin Dolnej Normandii Planches plasuje się na 694. miejscu pod względem liczby ludności, natomiast pod względem powierzchni na miejscu 336.).